# Trechona munduruku
Espèce
Trechona munduruku est une espèce d'araignées mygalomorphes de la famille des Dipluridae.

## Distribution
Cette espèce est endémique du Pará au Brésil,. Elle se rencontre vers Belterra.

## Description
Le mâle holotype mesure 25,0 mm.

## Systématique et taxinomie
Cette espèce a été décrite par Brescovit, Sherwood et Lucas en 2024.

## Étymologie
Cette espèce est nommée en l'honneur des Munduruku.

## Publication originale
- Brescovit, Sherwood & Lucas, 2024 : « Trechona munduruku sp. nov., the first species of Trechona C. L. Koch, 1850 from Brazilian Amazonia (Araneae: Dipluridae). » Arachnology, vol. 19, no 9, p. 1165-1167.